# Elezioni primarie del Partito Democratico del 1988 (Stati Uniti d'America)
Dall'8 febbraio al 14 giugno 1988, si svolsero le Elezioni primarie del Partito Democratico in cui si scelse il candidato democratico alla presidenza nelle Elezioni presidenziali negli Stati Uniti d'America del 1988. Il governatore del Massachusetts Michael Dukakis fu selezionato come candidato attraverso una serie di elezioni primarie e caucus che terminarono nella Convention nazionale democratica del 1988 tenutasi dal 18 al 21 luglio 1988 ad Atlanta, Georgia.

## Panoramica[1][2]
Alle primarie democratiche del 1988 i democratici si presentarono con rinnovato ottimismo, dopo 8 anni di dominio della vita politica di Ronald Reagan alla fine dei suoi mandati avevano una possibilità di vincere la presidenza anche grazie alle favorevoli elezioni di medio termine del 1986 che restituirono il Senato ai democratici.
Dichiararono immediatamente la loro candidatura il senatore del Colorado Gary Hart, il rappresentante del Missouri Dick Gephart, il senatore del Tennessee Al Gore l'attivista dei diritti civili Jesse Jackson, il senatore dell'Illinois Paol Simon e il senatore del Delaware Joe Biden.
Il favorito fu nella fase iniziale della campagna Gary Hart che risultava il favorito in tutti i sondaggi con vantaggio dai 5 ai 20 punti percentuali.
Tuttavia, la sua campagna fu tormentata da voci su possibili relazioni extraconiugali e su debiti passati. In un'indagine il Miami Herald affermò di aver ricevuto una soffiata anonima secondo cui Donna Rice aveva una relazione con Hart.
L'8 maggio 1987, una settimana dopo lo scoppio dello scandalo Donna Rice, Hart si ritirò dalla corsa.
Nel dicembre 1987, Hart riprese la sua campagna presidenziale. Tornò in testa nei sondaggi per la nomination democratica, sia a livello nazionale che in Iowa. Tuttavia, le accuse di adulterio e le irregolarità nel finanziamento della sua campagna avevano ormai compromesso definitivamente la sua candidatura, e dopo risultati deludenti nelle prime primarie si ritirò nuovamente.
Anche Il senatore del Delaware Joe Biden condusse una campagna brillante, che si concluse però tra le polemiche dopo essere stato accusato di aver plagiato un discorso di Neil Kinnock, occasione altamente sfruttata dal team di Dukakis, e di false dichiarazioni riguardo al suo passato e vita accademica. Questi continui scandali spinsero Biden a ritirarsi il 23 settembre 1997.
Nei caucus dell'Iowa, Dick Gephardt arrivò primo, seguito da Paul Simon e Michael Dukakis. Nelle primarie del New Hampshire, invece, Dukakis si classificò primo, Gephardt secondo e Simon terzo. Dukakis e Al Gore condussero una dura campagna contro Gephardt con spot aggressivi, e alla fine il sindacato United Auto Workers ritirò il proprio sostegno a Gephardt, provocando la fine della sua campagna.
Nelle competizioni del Super Tuesday, Dukakis vinse sei primarie, Gore cinque, Jackson cinque e Gephardt una, con Gore e Jackson che si divisero gli stati del Sud. La settimana successiva, Simon vinse in Illinois. Il tentativo di Gore di dipingere Dukakis come troppo liberale non ebbe successo, portandolo infine a ritirarsi.
Jesse Jackson non voleva ottenere la nomination ma abbastanza voti da ottenere una più ampia rappresentanza nera nella dirigenza democratica, questo limitò la sua campagna che comunque ottenne buoni risultati.
Alla fine, Dukakis divenne il candidato del Partito Democratico.

## Candidati

### Candidato vincitore
| Candidato | Posizione precedente          | Stato di origine | Immagine della campagna | Voto popolare    | Compagno di corsa |
| --------- | ----------------------------- | ---------------- | ----------------------- | ---------------- | ----------------- |
|           | Governatore del Massachusetts | Massachusetts    |                         | 10.024.101 (52%) | Lloyd Bentsen     |

#### Candidati eliminati o ritiratisi durante le primarie e la convention
| Candidato | Posizione precedente           | Stato di origine | Immagine della campagna | Voto popolare      |
| --------- | ------------------------------ | ---------------- | ----------------------- | ------------------ |
|           | Attivista per i diritti civili | Carolina del sud |                         | 6 941 816 (29,34%) |
|           | Senatore del Tennessee         | Tennessee        |                         | 3 190 992 (13,49%) |
|           | Rappresentante del Missouri    | Missouri         |                         | 1 452 331 (6,14%)  |
|           | Senatore dell'Illinois         | Illinois         |                         | 1 107 692 (4,68%)  |
|           | Senatore del Colorado          | Colorado         |                         | 390 200 (1,65%)    |

##### Candidati minori
| Candidato | Posizione precedente                          | Stato di origine |
| --------- | --------------------------------------------- | ---------------- |
|           | Governatore dell'Arizona                      | Arizona          |
|           | Fondatore del Movimento LaRouche              | New Hampshire    |
|           | Ex grande mago dei cavalieri del Ku Klux Klan | Oklahoma         |
|           | Rappresentante dell'Ohio                      | Ohio             |

##### Ritiratisi prima delle primarie
| Candidato | Posizione precedente        | Stato di origine | Immagine della campagna |
| --------- | --------------------------- | ---------------- | ----------------------- |
|           | Rappresentante del Colorado | Colorado         | - 28 settembre 1987     |
|           | Senatore del Delaware       | Delaware         | 23 settembre 1987       |

##### Candidati che hanno rifiutato la candidatura
| Candidato     | Data di rifiuto  |
| ------------- | ---------------- |
| Lloyd Bentsen | -                |
| Ted Kennedy   | 19 dicembre 1985 |
| Lee Iacocca   | 16 luglio 1986   |
| Mario Cuomo   | 19 febbraio 1987 |
| Sam Nunn      | 21 febbraio 1987 |
| Dale Bumpers  | 20 marzo 1987    |
| Bill Clinton  | 15 luglio 1987   |
| Bill Bradley  | 2 agosto 1987    |
| Chuck Robb    | 12 novembre 1987 |

## Endorsement[12][13]
Michael Dukakis
- Donald Riegle

Jesse Jackson
- Ernest Hollings
- Orval Faubus[14]
- Bernie Sanders[15]
- Harold Washington[16]
- Richard Arrington Jr.
- Bill Cosby[17]
- Paul Wellstone[18]
- The Nation[19]

Al Gore
- Tom Murphy[20]
- Gib Lewis
- Jon L. Mills

Dick Gephardt
- Tony Coelho
- Martin Frost
- Marvin Leath
- Mike Synar
- Claude Pepper
- Sander Levin

Gary Hart
- Warren Beatty[21]
- Steve Martin
- Jack Nicholson
- Stephen Stills
- Debra Winger

Paul Simon
- The Des Moines Register[22]

## Risultati[23]
|               | Michael Dukakis    | Jesse Jackson     | Al Gore           |
| Voto popolare | 10.024.101 (42,4%) | 6.941.816 (29,3%) | 3.190.991 (13,5%) |
| Delegati      | 1.427              | 1.046             | 307               |

| Data                | Competizione                        | Delegati | Michael Dukakis | Jesse Jackson | Al Gore | Paul Simon | Dick Gephardt |
| ------------------- | ----------------------------------- | -------- | --------------- | ------------- | ------- | ---------- | ------------- |
| 8/2                 | Caucus dell'Iowa                    | 45       | 12 Del.         | 0 Del.        | 0 del.  | 15 Del.    | 18 Del.       |
| 16/2                | Primarie del New Hampshire          | 16       | 8 Del.          | 0 Del.        | 0 Del.  | 4 Del.     | 4 Del.        |
| 23/2                | Primarie del Minnesota              | 68       | 25 Del.         | 15 Del.       | 0 Del.  | 13 Del.    | 0 Del.        |
| 23/2                | Primarie della Dakota del Sud       | 17       | 7 Del.          | 0 Del.        | 0 Del.  | 0 Del.     | 10 Del.       |
| 28/2                | Primarie del Maine                  | 20       | 8 Del.          | 7 Del.        | 0 Del.  | 0 Del.     | 0 Del.        |
| 1/3                 | Caucus del Vermont                  | 12       | 6 Del.          | 6 Del.        | 0 Del.  | -          | -             |
| 5/3                 | Caucus del Wyoming                  | 11       | 4 Del.          | 0 Del.        | 4 Del.  | 0 Del.     | 3 Del.        |
| 8/3 (Super Tuesday) | Primarie della Alabama              | 47       | 0 Del.          | 25 Del.       | 0 Del.  | 0 Del.     | 0 Del.        |
| 8/3 (Super Tuesday) | Primarie dell'Arkansas              | 32       | 8 Del.          | 7 Del.        | 16 Del. | 0 Del.     | 0 Del.        |
| 8/3 (Super Tuesday) | Primarie della Florida              | 101      | 68 Del.         | 33 Del.       | 0 Del.  | 0 Del.     | 0 Del.        |
| 8/3 (Super Tuesday) | Primarie della Georgia              | 64       | 0 Del.          | 29 Del.       | 0 Del.  | 0 Del.     | 0 Del.        |
| 8/3 (Super Tuesday) | Caucus delle Hawaii                 | 17       | 10 Del.         | 7 Del.        | 0 Del.  | 0 Del.     | 0 Del.        |
| 8/3 (Super Tuesday) | Caucus dell'Idaho                   | 16       | 7 Del.          | 4 Del.        | 0 Del.  | 0 Del.     | 0 Del.        |
| 8/3 (Super Tuesday) | Primarie del Kentucky               | 48       | 11 Del.         | 9 Del.        | 27 Del. | 0 Del.     | 0 Del.        |
| 8/3 (Super Tuesday) | Primarie della Luisiana             | 52       | 10 Del.         | 23 Del.       | 18 Del. | 0 Del.     | 0 Del.        |
| 8/3 (Super Tuesday) | Primarie del Maryland               | 56       | 34 Del.         | 22 Del.       | 0 Del.  | 0 Del.     | 0 Del.        |
| 8/3 (Super Tuesday) | Primarie del Massachusetts          | 93       | 71 Del.         | 22 Del.       | 0 Del.  | 0 Del.     | 0 Del.        |
| 8/3 (Super Tuesday) | Primarie del Mississippi            | 40       | 1 Del.          | 24 Del.       | 15 Del. | 0 Del.     | 0 Del.        |
| 8/3 (Super Tuesday) | Primarie del Missouri               | 71       | 0 Del.          | 18 Del.       | 0 Del.  | 0 Del.     | 53 Del.       |
| 8/3 (Super Tuesday) | Caucus del Nevada                   | 12       | 3 Del.          | 3 Del.        | 4 Del.  | 0 Del.     | 0 Del.        |
| 8/3 (Super Tuesday) | Primarie della Carolina del Nord    | 68       | 16 Del.         | 25 Del.       | 27 Del. | 0 Del.     | 0 Del.        |
| 8/3 (Super Tuesday) | Primarie dell'Oklahoma              | 39       | 9 Del.          | 0 Del.        | 20 Del. | 0 Del.     | 10 Del.       |
| 8/3 (Super Tuesday) | Primarie di Rhode Island            | 20       | 16 Del.         | 4 Del.        | 0 Del.  | 0 Del.     | 0 Del.        |
| 8/3 (Super Tuesday) | Primarie del Tennessee              | 56       | 0 Del.          | 12 Del.       | 44 Del. | 0 Del.     | 0 Del.        |
| 8/3 (Super Tuesday) | Primarie del Texas                  | 145      | 61 Del.         | 46 Del.       | 38 Del. | 0 Del.     | 0 Del.        |
| 8/3 (Super Tuesday) | Primarie della Virginia             | 62       | 15 Del.         | 32 Del.       | 15 Del. | 0 Del.     | 0 Del.        |
| 8/3 (Super Tuesday) | Primarie di Washington              | 53       | 29 Del.         | 24 Del.       | 0 Del.  | 0 Del.     | 0 Del.        |
| 8/3 (Super Tuesday) | Caucus delle Samoa Americane        | 6        | 4 Del.          | 0 Del.        | -       | -          | 2 Del.        |
| 10/3                | Caucus dell'Alaska                  | 10       | 3 Del.          | 4 Del.        | 0 Del.  | 0 Del.     | 0 Del.        |
| 12/3                | Caucus del Colorado                 | 36       | 17 Del.         | 13 Del.       | 0 Del.  | 0 Del.     | -             |
| 12/3                | Primarie del la Carolina del Sud    | 37       | 0 Del.          | 22 Del.       | 7 Del.  | 0 Del.     | 0 Del.        |
| 15/3                | Primarie dell'Illinois              | 160      | 29 Del.         | 57 Del.       | 0 Del.  | 74 Del.    | 0 Del.        |
| 19/3                | Caucus del Kansas                   | 34       | 15 Del.         | 13 Del.       | 7 Del.  | -          | 0 Del.        |
| 20/3                | Primarie di Puerto Rico             | 40       | 11 Del.         | 13 Del.       | 7 Del.  | 9 Del.     | 0 Del.        |
| 26/3                | Caucus del Michigan                 | 127      | 45 Del.         | 82 Del.       | 0 Del.  | 0 Del.     | 0 Del.        |
| 29/3                | Primarie del Connecticut            | 63       | 35 Del.         | 17 Del.       | 0 Del.  | 0 Del.     | -             |
| 5/4                 | Primarie del Wisconsin              | 81       | 44 Del.         | 24 Del.       | 13 Del. | 0 Del.     | -             |
| 16/4                | Caucus dell'Arizona                 | 36       | - Del.          | - Del.        | - Del.  | 0 Del.     | -             |
| 18/4                | Caucus del Delaware                 | 15       | - Del.          | - Del.        | - Del.  | -          | -             |
| 19/4                | Primarie di New York                | 243      | 142 Del.        | 87 Del.       | 5 Del.  | 0 Del.     | -             |
| 25/4                | Caucus dello Utah                   | 23       | 19 Del.         | 4 Del.        | -       | -          | -             |
| 26/4                | Primarie della Pennsylvania         | 161      | 114 Del.        | 47 Del.       | 0 Del.  | 0 Del.     | 0 Del.        |
| 3/5                 | Primarie dell'Indiana               | 79       | 63 Del.         | 16 Del.       | 0 Del.  | 0 Del.     | 0 Del.        |
| 3/5                 | Primarie dell'Ohio                  | 159      | 115 Del.        | 41 Del.       | 0 Del.  | 0 Del.     | -             |
| 3/5                 | Primarie di Washington D.C.         | 16       | 3 Del.          | 13 Del.       | 0 Del.  | 0 Del.     | -             |
| 10/5                | Primarie del Nebraska               | 25       | 18 Del.         | 7 Del.        | 0 Del.  | 0 Del.     | 0 Del.        |
| 10/5                | Primarie della Virginia Occidentale | 37       | 36 Del.         | 1 Del.        | 0 Del.  | 0 Del.     | 0 Del.        |
| 17/5                | Primarie dell'Oregon                | 45       | 27 Del.         | 18 Del.       | 0 Del.  | 0 Del.     | 0 Del.        |
| 7/6                 | Primarie della California           | 272      | 173 Del.        | 99 Del.       | 0 Del.  | 0 Del.     | -             |
| 7/6                 | Primarie del Montana                | 19       | 15 Del.         | 4 Del.        | 0 Del.  | 0 Del.     | 0 Del.        |
| 7/6                 | Primarie del New Jersey             | 100      | 66 Del.         | 34 Del.       | 0 Del.  | -          | -             |
| 7/6                 | Primarie del Nuovo Messico          | 24       | 16 Del.         | 8 Del.        | 0 Del.  | 0 Del.     | -             |
| 14/6                | Primarie del Dakota del Nord        | -        | - Del.          | - Del.        | -       | -          | -             |
| Totale              |                                     |          | 1 427           | 1 046         | 307     | 115        | 98            |

## Candidato alla vicepresidenza[24]

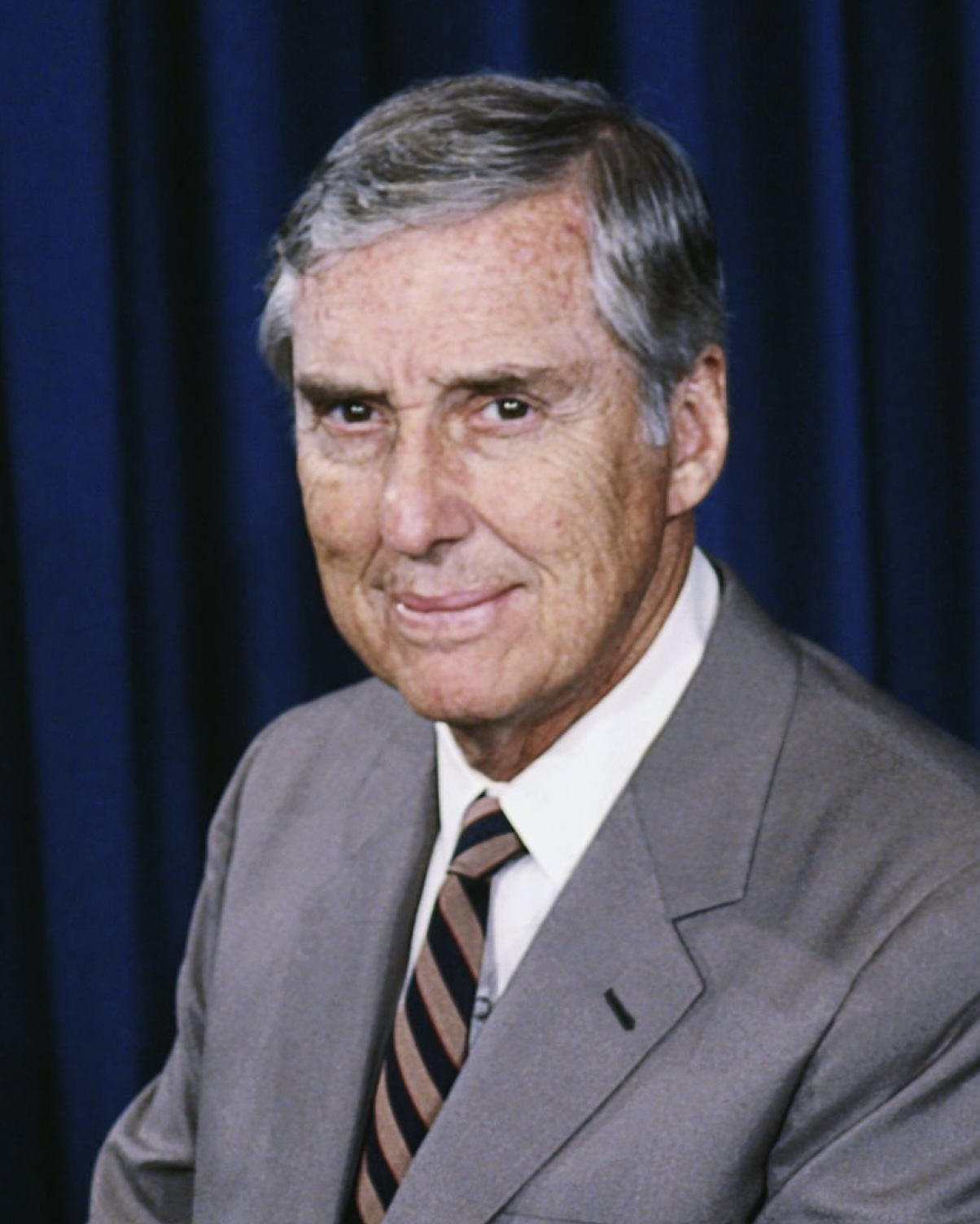
Lloyd Bentsen

Il senatore del Texas Lloyd Bentsen è stato nominato da Michael Dukakis compagno di corsa alla Convention Democratica.
Altri candidati alla vicepresidenza erano:
- Al Gore
- Dick Gephardt
- Jesse Jackson
- Bill Bradley
- Sam Nunn